# Arondismentul La Flèche
Arondismentul La Flèche (în franceză Arrondissement de La Flèche) este un arondisment din departamentul Sarthe, regiunea Pays de la Loire, Franța.

## Subdiviziuni

### Cantoane
- Cantonul Brûlon
- Cantonul La Chartre-sur-le-Loir
- Cantonul Château-du-Loir
- Cantonul Le Grand-Lucé
- Cantonul La Flèche
- Cantonul Loué
- Cantonul Le Lude
- Cantonul Malicorne-sur-Sarthe
- Cantonul Mayet
- Cantonul Pontvallain
- Cantonul Sablé-sur-Sarthe
- Cantonul La Suze-sur-Sarthe

### Comune
| 1. Amné (72004)                       | 2. Arthezé (72009)                        | 3. Asnières-sur-Vègre (72010)        | 4. Aubigné-Racan (72013)              |
| 5. Auvers-le-Hamon (72016)            | 6. Auvers-sous-Montfaucon (72017)         | 7. Avessé (72019)                    | 8. Avoise (72021)                     |
| 9. Le Bailleul (72022)                | 10. Bazouges-sur-le-Loir (72025)          | 11. Beaumont-sur-Dême (72027)        | 12. Beaumont-Pied-de-Bœuf (72028)     |
| 13. Bousse (72044)                    | 14. Brains-sur-Gée (72045)                | 15. La Bruère-sur-Loir (72049)       | 16. Brûlon (72050)                    |
| 17. Cérans-Foulletourte (72051)       | 18. Chahaignes (72052)                    | 19. Chantenay-Villedieu (72059)      | 20. La Chapelle-aux-Choux (72060)     |
| 21. La Chapelle-d'Aligné (72061)      | 22. La Chapelle-Gaugain (72063)           | 23. La Chartre-sur-le-Loir (72068)   | 24. Chassillé (72070)                 |
| 25. Château-du-Loir (72071)           | 26. Château-l'Hermitage (72072)           | 27. Chemiré-en-Charnie (72074)       | 28. Chemiré-le-Gaudin (72075)         |
| 29. Chenu (72077)                     | 30. Chevillé (72083)                      | 31. Clermont-Créans (72084)          | 32. Coulans-sur-Gée (72096)           |
| 33. Coulongé (72098)                  | 34. Courcelles-la-Forêt (72100)           | 35. Courdemanche (72103)             | 36. Courtillers (72106)               |
| 37. Crannes-en-Champagne (72107)      | 38. Cré (72108)                           | 39. Crosmières (72110)               | 40. Dissay-sous-Courcillon (72115)    |
| 41. Dissé-sous-le-Lude (72117)        | 42. Dureil (72123)                        | 43. Épineu-le-Chevreuil (72126)      | 44. Étival-lès-le-Mans (72127)        |
| 45. Fercé-sur-Sarthe (72131)          | 46. Fillé (72133)                         | 47. Flée (72134)                     | 48. La Fontaine-Saint-Martin (72135)  |
| 49. Fontenay-sur-Vègre (72136)        | 50. Le Grand-Lucé (72143)                 | 51. Guécélard (72146)                | 52. Joué-en-Charnie (72149)           |
| 53. Juigné-sur-Sarthe (72151)         | 54. Jupilles (72153)                      | 55. La Flèche (72154)                | 56. Lavenay (72159)                   |
| 57. Lavernat (72160)                  | 58. Lhomme (72161)                        | 59. Ligron (72163)                   | 60. Longnes (72166)                   |
| 61. Louailles (72167)                 | 62. Loué (72168)                          | 63. Louplande (72169)                | 64. Luceau (72173)                    |
| 65. Luché-Pringé (72175)              | 66. Le Lude (72176)                       | 67. Maigné (72177)                   | 68. Malicorne-sur-Sarthe (72179)      |
| 69. Mansigné (72182)                  | 70. Marçon (72183)                        | 71. Mareil-en-Champagne (72184)      | 72. Mareil-sur-Loir (72185)           |
| 73. Mayet (72191)                     | 74. Mézeray (72195)                       | 75. Montabon (72203)                 | 76. Montreuil-le-Henri (72210)        |
| 77. Nogent-sur-Loir (72221)           | 78. Noyen-sur-Sarthe (72223)              | 79. Oizé (72226)                     | 80. Parcé-sur-Sarthe (72228)          |
| 81. Parigné-le-Pôlin (72230)          | 82. Notre-Dame-du-Pé (72232)              | 83. Pincé (72236)                    | 84. Pirmil (72237)                    |
| 85. Poillé-sur-Vègre (72239)          | 86. Poncé-sur-le-Loir (72240)             | 87. Pontvallain (72243)              | 88. Précigné (72244)                  |
| 89. Pruillé-l'Éguillé (72248)         | 90. Requeil (72252)                       | 91. Roézé-sur-Sarthe (72253)         | 92. Ruillé-sur-Loir (72262)           |
| 93. Sablé-sur-Sarthe (72264)          | 94. Saint-Christophe-en-Champagne (72274) | 95. Saint-Denis-d'Orques (72278)     | 96. Saint-Georges-de-la-Couée (72279) |
| 97. Saint-Germain-d'Arcé (72283)      | 98. Saint-Jean-de-la-Motte (72291)        | 99. Saint-Jean-du-Bois (72293)       | 100. Saint-Ouen-en-Champagne (72307)  |
| 101. Saint-Pierre-de-Chevillé (72311) | 102. Saint-Pierre-des-Bois (72312)        | 103. Saint-Pierre-du-Lorouër (72314) | 104. Saint-Vincent-du-Lorouër (72325) |
| 105. Sarcé (72327)                    | 106. Savigné-sous-le-Lude (72330)         | 107. Solesmes (72336)                | 108. Souligné-Flacé (72339)           |
| 109. Souvigné-sur-Sarthe (72343)      | 110. Spay (72344)                         | 111. La Suze-sur-Sarthe (72346)      | 112. Tassé (72347)                    |
| 113. Tassillé (72348)                 | 114. Thoiré-sur-Dinan (72356)             | 115. Thorée-les-Pins (72357)         | 116. Vaas (72364)                     |
| 117. Vallon-sur-Gée (72367)           | 118. Verneil-le-Chétif (72369)            | 119. Villaines-sous-Lucé (72376)     | 120. Villaines-sous-Malicorne (72377) |
| 121. Vion (72378)                     | 122. Viré-en-Champagne (72379)            | 123. Voivres-lès-le-Mans (72381)     | 124. Vouvray-sur-Loir (72384)         |
| 125. Yvré-le-Pôlin (72385)            |                                           |                                      |                                       |